# Golf von Hammamet
Der Golf von Hammamet (arabisch خليج الحمامات, DMG Ḫalīǧ al-Ḥammāmāt) ist eine ausgedehnte Bucht im nordöstlichen Tunesien. Er liegt südlich der Halbinsel Cap Bon und ist benannt nach Hammamet, dem beliebten Ferienort an der nordwestlichen Küste des Golfes. Der feine Sand des Golfes sowie die vielen Hotels an seinem Ufer sorgen für kontinuierlichen Touristenzustrom. Im Süden schließt der Golf von Gabès an. Weitere bedeutende Städte am Ufer des Golfs von Hammamet sind Sousse, Monastir und Nabeul. 

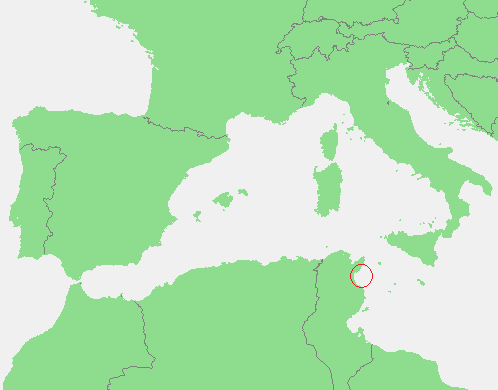
Lage des Golfs von Hammamet am Mittelmeer